# Challenger DCNS de Cherbourg 1988
Il Challenger DCNS de Cherbourg 1988 è stato un torneo di tennis facente parte della categoria ATP Challenger Series nell'ambito dell'ATP Challenger Series 1988. Il torneo si è giocato a Cherbourg in Francia dal 17 al 23 ottobre 1988 su campi in cemento indoor.

## Vincitori

### Singolare
Scott Davis ha battuto in finale  Jan Apell con il punteggio di 6–3, 6–4

### Doppio
Jan Apell /  Peter Nyborg hanno battuto in finale  Peter Bastiansen /  Peter Flintsoe con il punteggio di 6–2, 6–2